# Wrestling

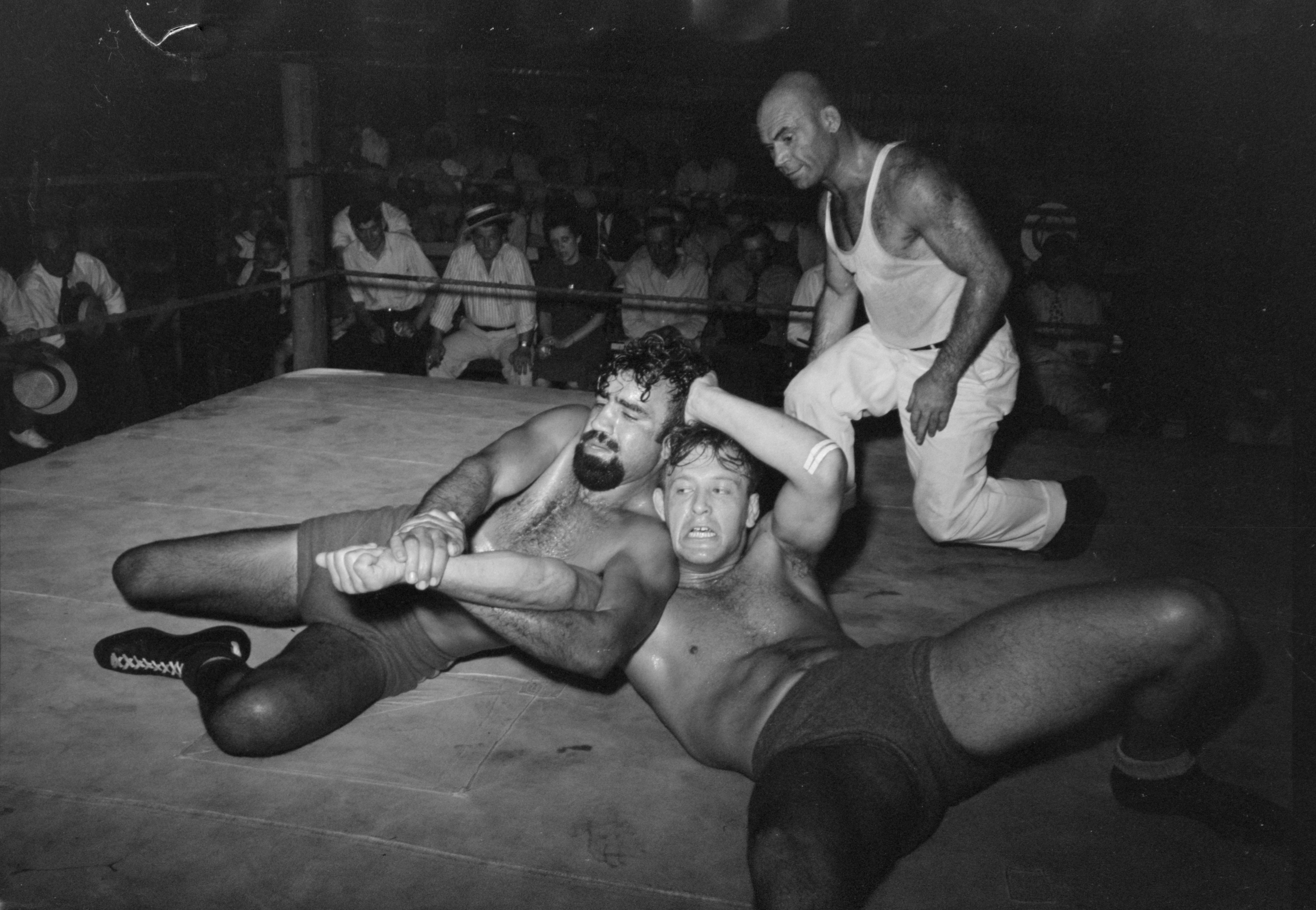
Un incontro di wrestling amatoriale del 1938

Il wrestling (in italiano lotta libera americana o semplicemente lotta americana) è uno sport da combattimento-spettacolo nel quale si combina l'esibizione atletica con quella teatrale, la cui origine risiede nelle fiere itineranti statunitensi di fine XIX secolo. Esso trae spunto dalla lotta libera e dal grappling, con l'aggiunta di prese e manovre che derivano per buona parte dalle arti marziali giapponesi.
I protagonisti della disciplina sono atleti professionisti che si affrontano in match predeterminati in cui vince colui il quale riesce a schienare o sottomettere per primo l'avversario. In qualunque federazione, i combattimenti sono simulati e programmati a tavolino al fine di esaltarne al massimo il lato spettacolare. I colpi, le mosse e le prese di sottomissione sono eseguite secondo schemi prestabiliti, finalizzati ad ammortizzare le cadute e a garantire la sicurezza sia dell'atleta che esegue la manovra, sia dell'atleta che subisce la mossa.
Lo sport è maggiormente praticato negli USA dove molti atleti provengono dalla lotta libera amatoriale, altri invece si formano nelle leghe di sviluppo delle leghe maggiori. Ha altresì larga pratica in Messico (lo stile nazionale è la lucha libre), in Giappone (dove è conosciuto come puroresu), in Canada (che condivide storia e tradizione con gli Stati Uniti), nel Regno Unito, e in misura minore nel resto del mondo.

## Storia
Le origini del wrestling risalgono alle fiere itineranti statunitensi di fine XIX secolo, durante le quali erano spesso presenti delle esibizioni di lotta libera; all'epoca, però, la disciplina era diversa da quella attuale poiché i combattimenti erano reali, e non predeterminati, risultando quindi essere molto meno spettacolari. Gli impresari delle fiere cercavano di suscitare interesse nel pubblico vestendo gli atleti in modo stravagante e diffondendo leggende sul loro conto.
All'inizio del XX secolo, il wrestling conobbe la sua prima evoluzione moderna e nacquero le prime leghe con una struttura amministrativa simile a quelle già viste nel pugilato; tuttavia, questo tipo di competizione scomparve quasi completamente con l'avvento della televisione a metà anni cinquanta, a causa dell'eccessiva lunghezza e della mancanza di pàthos dei match. Ben presto si capì che, organizzando incontri predeterminati, la competizione diveniva molto più entusiasmante ed economicamente remunerativa; i match predeterminati sostituirono quindi quelli reali, ma per alcuni decenni gli organizzatori degli spettacoli mantennero la kayfabe, ossia negarono di svolgere incontri già decisi a tavolino.
Le prime crepe nella kayfabe iniziarono ad apparire a metà degli anni ottanta, quando Vince McMahon si riferì alla propria federazione, la World Wrestling Federation, come ad un prodotto di sport-spettacolo in modo da evadere le giurisdizioni delle commissioni atletiche di molti Stati federati e avere minori costi per assicurare gli eventi in pay-per-view. Con il passare del tempo, la kayfabe si indebolì sempre di più, fino al definitivo crollo avvenuto nel 1997, quando, durante un discorso trasmesso in diretta a Raw Is War, McMahon promise di "smettere di insultare l'intelligenza dei fan".

## Diffusione e influenza

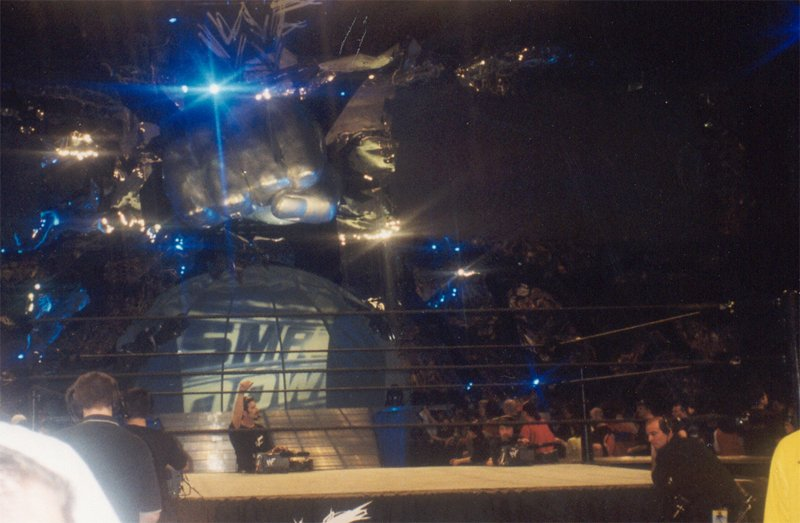
Una foto scattata durante SmackDown!, programma televisivo di wrestling della WWE

Derivato storicamente dal catch, il wrestling si è sviluppato in Gran Bretagna e in America del Nord sul finire dell'Ottocento e oggi, nel XXI secolo, è popolare non solo negli Stati Uniti, ma anche in altri Stati come Giappone (dove prende il nome di puroresu), Messico (lucha libre) e Canada. Da evento collaterale di fiere itineranti, il wrestling è diventato un genere autonomo di intrattenimento ed è oggi considerato un'industria di spettacolo multimilionaria. I ricavi sono tratti dalle vendite dei biglietti di eventi in diretta, dalle trasmissioni televisive, dalle trasmissioni in pay-per-view, dal merchandising e dalla vendita di home video. In particolare dal 1950 gli eventi di wrestling hanno spesso fatto registrare il tutto esaurito nelle grandi arene, tra cui il Madison Square Garden, così come negli stadi di football. Gli eventi di wrestling sono divisi in house show (nella maggior parte dei casi non ripresi dalle telecamere), programma televisivi ed eventi in pay-per-view.
L'house show è uno spettacolo che non viene trasmesso in televisione. Molte delle federazioni più piccole si esibiscono unicamente attraverso questa pratica. Nelle federazioni più grandi sono rarissimi i cambi di titolo, dettati nella maggior parte dei casi da situazioni contingenti, come infortunio al campione in carica o per dare al pubblico qualcosa di particolare. 
Il TV show è il programma trasmesso in televisione, dove di solito lavorano mid carder, upper carder e main eventer. Lo scopo principale dei programmi televisivi nelle federazioni che tengono eventi in pay-per-view è creare le varie rivalità e storie (storyline) che sarebbero poi culminate a una resa dei conti durante un evento in pay-per-view, con il fine ultimo di spingere gli spettatori ad acquistare quegli eventi. La trasmissione dei programmi televisivi può avvenire in diretta, o in differita e nel corso di ogni programma televisivo è possibile che alcuni degli incontri non vengano trasmessi in televisione, limitando quindi la visione degli stessi ai soli spettatori presenti nell'arena; questo tipo di match viene chiamato dark match. 
Gli eventi in pay-per-view sono gli show più importanti dell'anno, tanto che il wrestling è stato tra i fenomeni determinati nel rendere il pay-per-view un sistema diffuso. Eventi annuali come WrestleMania, SummerSlam, Royal Rumble, Double or Nothing, All Out (e in precedenza Bash at the Beach, Halloween Havoc e Starrcade) sono tra i pay-per-view più venduti in ogni anno. In questi spettacoli di solito si ha l'epilogo delle rivalità e delle storie e ci sono spesso incontri titolati. 
Negli ultimi anni internet è stato utilizzato da numerose federazioni di wrestling per trasmettere "web show", iPPV o contenuti on demand, contribuendo a generare utili legati a internet grazie all'evoluzione del World Wide Web. Le vendite di home video domina le classifiche della Billboard di DVD sportivi, dove il wrestling occupa tra le tre e le nove posizioni della "top 10" ogni settimana. 
Grazie alla sua presenza culturale persistente e per la sua novità nell'ambito delle arti dello spettacolo, il wrestling costituisce un tema ricorrente sia del mondo accademico sia in quello dei media. Diversi documentari sono stati prodotti, in particolare Beyond the Mat (diretto da Barry W. Blaustein) e Wrestling with Shadows (riguardante il wrestler Bret Hart e diretto da Paul Jay). Ci sono stati anche diversi film sul wrestling; il film del 2008 The Wrestler ha ricevuto due candidature agli Oscar ridando slancio alla carriera dell’attore Mickey Rourke.
Essendo uno spettacolo di intrattenimento paragonabile a una serie televisiva, nel wrestling, a differenza di quasi tutti gli sport, non esistono federazioni nazionali o internazionali che raccolgono al loro interno tutti i praticanti della disciplina; gli atleti infatti lavorano per federazioni tra loro non collegate e spesso in competizione. Oltre alle cosiddette major (WWE, All Elite Wrestling, Total Nonstop Action Wrestling, New Japan Pro-Wrestling, Consejo Mundial de Lucha Libre, Asistencia Asesoría y Administración e All Japan Pro Wrestling), esistono moltissime altre federazioni con fondi finanziari molto ristretti che sopravvivono organizzando eventi di fronte a poche centinaia di spettatori e sono genericamente indicate con l'espressione federazioni indipendenti o indies e fanno parte del cosiddetto circuito indipendente.
Le federazioni più grandi possono stringere accordi con le realtà più piccole (o addirittura acquistarle) per far sì che queste diventino le proprie federazioni satellite; questo tipo di federazioni fungono da vivaio per i giovani più promettenti o da collocazione momentanea per i lottatori per i quali la federazione non ha piani nel breve o medio termine; vengono anche indicate con l'espressione territori di sviluppo.
Ogni organizzazione ha un proprio booking team composto da un numero variabile di scrittori (detti writer) e booker, ossia persone preposte a decidere quanti e quali incontri, faide e segmenti devono essere disputati o eseguiti durante un determinato programma televisivo. Essi lavorano a stretto contatto con i wrestler (spesso essendoli), decidendo le scalette dei futuri show e sviluppando in base agli esiti dei loro incontri altri aspetti importanti. Ogni federazione ha a sua volta a sua disposizione un roster più o meno in esclusiva, cioè l'insieme di tutti i wrestler sotto contratto con essa. 
Nel circuito delle federazioni indipendenti non è raro imbattersi in un wrestler che fa parte del roster di più federazioni; ciò accade perché spesso queste federazioni pagano i loro wrestler a gettone, rinunciando a stipulare contratti in esclusiva che possono risultare molto onerosi.

## Regole
Non esiste un'autorità internazionale che regolamenta il wrestling, ma esistono regole più o meno standard che si sono sviluppate col tempo. Ogni federazione applica le proprie varianti delle regole, ma tutti i regolamenti sono molto simili. Le regole qui descritte sono regole standard e potrebbero non corrispondere esattamente con quelle che ogni federazione applica. Vi sono poi decine di tipi diversi di match che condividono però spesso queste regole standard.

### Struttura generale
La forma più semplice di un match è il one fall match, ma noto più semplicemente come single match, che vede contrapposti due wrestler. Vi sono poi match a squadre, match a handicap e match tutti contro tutti, nei quali si hanno più di due wrestler che combattono ognuno per sé. Ecco le modalità con cui un match può terminare:
- pinfall (schienamento): schienando l'avversario, cioè ponendosi sull'avversario facendo in modo che entrambe le spalle di quest'ultimo siano ben poggiate al tappeto e mantenendo questa posizione per la durata di un conto di tre da parte dell'arbitro;
- knockout o technical knockout (KO tecnico): mettendo l'avversario in condizioni fisiche tali da impedirgli di continuare a combattere, colpendolo ripetutamente, o facendolo svenire con una presa di sottomissione;
- submission (sottomissione): costringendo l'avversario a cedere attraverso una mossa di sottomissione. L'avversario comunica la propria resa per sottomissione battendo ripetutamente una mano al tappeto mentre è intrappolato in una presa di sottomissione;
- disqualification o DQ (squalifica): se l'avversario si macchia di azioni scorrette o se si subisce un'interferenza che favorisce uno dei contendenti;
- count out: se l'avversario rimane per troppo tempo fuori dal ring (solitamente dieci secondi, ma in Giappone i secondi aumentano fino a venti);
- no contest o draw (pareggio): la vittoria non è assegnata a nessuno dei contendenti poiché vi è stata una doppia squalifica, un doppio countout o un'interferenza a danno di entrambe le parti.

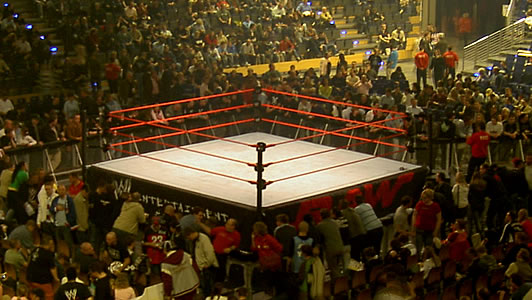
Tipico ring di wrestling a quattro lati

Solitamente gli schienamenti e le sottomissioni devono avvenire all'interno del ring per essere regolari, ma in stipulazioni speciali come "Falls Count Anywhere" possono avvenire anche fuori dal ring. Negli incontri validi per un titolo, affinché lo sfidante possa vincerlo, deve vincere per schienamento o per sottomissione; qualora vincesse per squalifica o per count out, il titolo resterebbe nelle mani del campione. Vi sono tuttavia alcune federazioni che non adottano questa clausola. In alcuni tipi di match non basta un solo fall (schienamento o sottomissione) per aggiudicarsi la contesa. Incontri particolari detti Best two out of three falls o Best three out of five falls terminano quando uno dei contendenti ha messo a segno un numero predefinito di fall. Ci sono poi incontri, comunemente detti Iron Man match, che hanno un limite di tempo prestabilito e ad aggiudicarseli è chi nella durata del match mette a segno più fall. Alcuni match a tre o più partecipanti utilizzano invece un sistema a eliminazione: ogni wrestler che viene schienato o sottomesso esce dalla contesa che continua finché a rimanere sul ring è un wrestler solo.
Ogni match è diretto da un arbitro che, nonostante agisca secondo accordi prestabiliti dal booking, fa seguire sul ring delle regole che rendono apparentemente la sua figura imparziale e importante. Infatti, se uno schienamento, una sottomissione o un'azione scorretta non è vista dall'arbitro non può essere considerata. Ciò consente ai wrestler heel di poter agire scorrettamente dopo aver distratto o messo fuori causa l'arbitro. Di solito gli arbitri rimangono relativamente sconosciuti, mentre a volte vengono scelti degli special guest referee (arbitri speciali) che spesso dirigono parzialmente l'incontro aumentandone la componente spettacolare.
Il ring, pesante più di mille chilogrammi, è una struttura composta da acciaio, legno e strati di gomma. Sotto al ring è posta un'ampia molla che serve per attutire i colpi; vi sono inoltre collocati due o più microfoni utili per meglio veicolare i tonfi delle cadute verso la platea. Sul piano successivo è presente una rete di ferro sulla quale sono poste delle assi di legno, e sopra tutto ciò è posizionato una strato di gommapiuma. Infine c'è il tappeto, ancorato al ring tramite alcune asole poste lungo il bordo. Il ring si eleva di circa un metro da terra, e ai quattro angoli si ergono, alti circa 140 cm, quattro paletti di acciaio rivestiti da una spessa imbottitura. Tra essi sono tese tre corde orizzontali, con la più alta particolarmente rigida in quanto utilizzata come supporto dalla maggior parte dei lottatori.
L'esterno del ring è ricoperto da un sottile rivestimento gommoso, per evitare impatti diretti sul pavimento, salvo eccezioni come per esempio le federazioni di hardcore wrestling non utilizzano nessun rivestimento attorno al ring, né i wrestler possono attutire le cadute in quella zona. La zona circostante il ring è delimitata da barriere, in alcuni casi rivestite da un materiale gommoso, in altri casi (la maggioranza) da transenne di ferro (possono essere rivestite o meno), che la separano da quella riservata agli spettatori; capita comunque spesso che la contesa si sposti addirittura tra il pubblico. 
Nel ring si svolgono gli incontri; la zona immediatamente esterna al ring è chiamata apron ring: viene utilizzata in occasione degli incontri in coppia, allorché il collaboratore lì attende di dare il cambio al compagno. In specifici casi, tra i quali la TNA dal 2004 al 2009 (e poi dal 2014 al 2018) e in alcuni periodi della AAA, è occorso un ring esagonale rispetto a quello tradizionale.

### Incontri di coppia

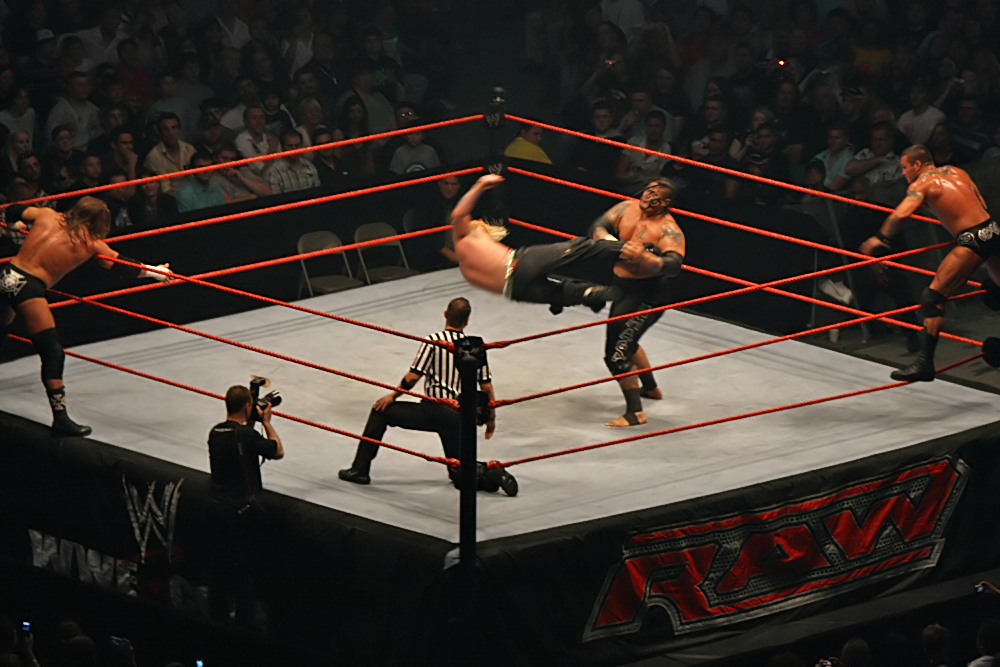
Fase di un incontro di coppia

Un tag team match è un incontro combattuto da squadre di due o più wrestler ciascuna. Nella maggior parte dei match di coppia solo un membro della squadra può essere indicato come l'uomo legale, ossia l'unico che in quel determinato momento può schienare l'avversario o essere schienato. 
L'uomo legale deve avere un contatto fisico, di solito palmo contro palmo, con un wrestler della sua squadra per renderlo il nuovo uomo legale. Questo gesto è chiamato tag. Di solito il wrestler che dà il tag al nuovo uomo legale ha un tempo di cinque secondi per lasciare il quadrato, mentre il nuovo uomo legale può entrare sul quadrato quando vuole: questo spesso determina degli assalti in superiorità numerica da parte degli heel. 
I wrestler che non sono gli uomini legali devono rimanere dietro le corde per evitare un contatto volontario con gli avversari o essere richiamati dall'arbitro. In molte federazioni il wrestler, per poter diventare uomo legale, deve dare il tag toccando contemporaneamente il paletto del suo angolo o una cordicella legata all'angolo.

### Divieti
Un wrestler non può dare un pugno all'avversario con il palmo chiuso, né dargli un calcio con la punta degli stivali. È vietato mordere l'avversario, infilargli le dita negli occhi e sputargli. Quando ciò accade i wrestler non sono solitamente soggetti a squalifica, ma subiscono solo un ammonimento da parte dell'arbitro. Tuttavia ripetuti richiami e ammonizioni dell'arbitro possono far scattare una squalifica. Può essere ammesso invece infilare le dita nelle narici dell'avversario.
Alcune mosse che fanno cadere l'avversario al tappeto di testa o col collo, come il piledriver, sono vietate da alcune federazioni. Se una parte del corpo di un wrestler è in contatto con le corde, deve essere interrotto ogni contatto fra i lottatori entro cinque secondi, altrimenti il wrestler che applica la mossa può essere squalificato. Questa regola è chiamata rope break ed è usata spesso per uscire da una presa di sottomissione o da uno schienamento. È vietato inoltre colpire l'avversario ai genitali o con oggetti contundenti; una di queste due azioni, se viene vista dall'arbitro, fa scattare un'immediata squalifica.

## Elementi di spettacolo
Sebbene ogni match di wrestling sia essenzialmente un'esibizione atletica, l'obiettivo di ogni incontro è di divertire il pubblico. Per questo al wrestling sono state aggiunte alcune caratteristiche per enfatizzare ancora di più gli incontri per cercare di ottenere la migliore reazione possibile dal pubblico. Un interesse maggiore dal pubblico genera così audience televisivo più alto, un aumento delle vendite dei biglietti, degli eventi in pay-per-view, del merchandising e del materiale video.

### Personaggio
La maggior parte dei wrestler interpretano un personaggio ben definito (gimmick). Queste personalità, più o meno caratterizzate, servono ad aumentare l'interesse verso un lottatore, indipendentemente dalle sue qualità atletiche. Le gimmick possono essere irreali e simili ai personaggi dei cartoni animati oppure possono essere verosimili se non riflessione della persona reale. Nella lucha libre molti lottatori indossano maschere, adottando un'identità segreta.
I wrestler possono essere classificati in base al loro allineamento; generalmente, a seconda della gimmick che interpreta, un wrestler può essere:
- face (o babyface), personaggio buono amato dal pubblico;
- heel, personaggio cattivo odiato dal pubblico;
- tweener o cool heel, un personaggio con un'identità non ben definita, che pur comportandosi da heel riceve il sostegno dei tifosi come se fosse un face; questo tipo di allineamento è piuttosto raro in confronto agli altri due (face, heel), ed è motivato da un particolare carisma dell'atleta in questione;
- X-Pac heat, personaggio che, indipendentemente dal suo allineamento, tende a non essere sostenuto dal pubblico.

### Storia
Nel wrestling molte volte alcune mosse sono già organizzate. Ad esempio, al quarto minuto del match il lottatore 1 dovrà dare un calcio al lottatore 2. Ad aiutare i lottatori sono gli arbitri che ricevono i minuti e altre informazioni dai loro auricolari.
Possono essere costruiti dei veri e propri archi narrativi con la concatenazione di più incontri legati fra loro nel corso del tempo. Dato che la maggior parte delle federazioni hanno almeno un titolo, una sfida per la cintura è un impulso piuttosto comune per dare vita a un incontro, ma qualsiasi cosa di un wrestler può essere in palio in un incontro, dai propri capelli al proprio lavoro.
Alcuni incontri sono organizzati per narrare una storia di un solo atleta. Possono servire per presentarlo come una forza devastante, un fortunato outsider (underdog), un perdente nato o altro. Spesso sono usati dei segmenti non lottati per migliorare l'immagine di un wrestler senza aver bisogno di incontri.
Altre storie derivano da rivalità fra due o più personaggi, che vengono chiamate feud. Una faida può coinvolgere un numero indefinito di lottatori e durare per un tempo indefinito, da pochi giorni a interi anni.
Un ruolo importante nello storytelling è giocato dai promo.

### Titoli
Così come altri sport di combattimento, anche nel wrestling sono presenti i titoli. I wrestler possono quindi sfidarsi per un titolo, che il vincitore deve difendere combattendo. Questi titoli sono rappresentati fisicamente da una cintura che viene indossata dal campione. In caso di titoli di coppia, c'è una cintura per ogni membro del tag team.
Quasi tutte le federazioni di wrestling hanno un titolo principale e alcuni ne hanno di più. I titoli sono basati su divisioni di peso, altezza, genere, stile di wrestling o altro.
Di solito ogni federazione considera legittime solo le proprie cinture, sebbene a volte queste possano esser difese in altre federazioni, nel caso del circuito indipendente. Quando una federazione assorbe o acquista un'altra, i titoli della federazione defunta possono continuare a essere difesi nella federazione acquirente o essere unificati ai titoli della federazione principale.

### Entrata

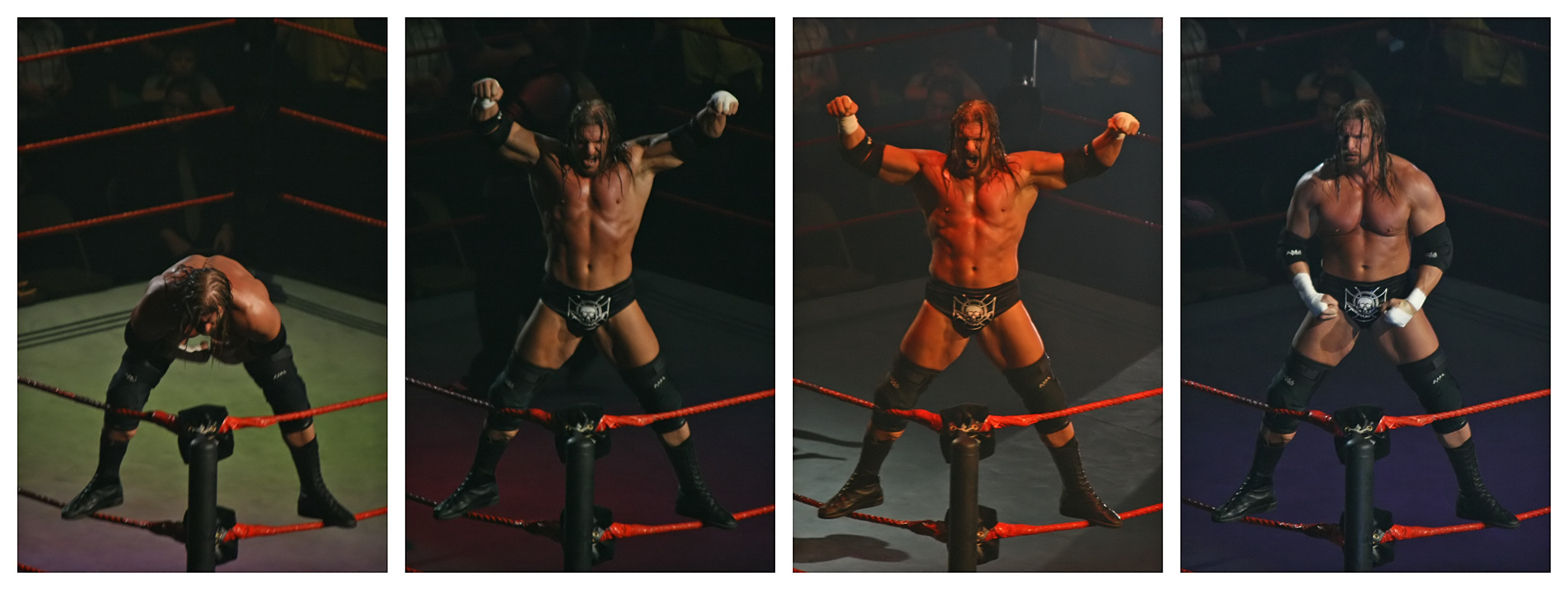
Triple H esegue la sua entrata caratteristica

Mentre gli incontri stessi sono il cuore del wrestling, un altro elemento principale è rappresentato dalle entrate dei wrestler nell'arena e sul quadrato. Infatti è tipico per un wrestler cercare di ottenere la più grande reazione possibile del pubblico a loro favore (chiamata pop) per l'entrata sul ring.
I wrestler entrano accompagnati da una canzone d'ingresso, a cui si aggiungono poi altri elementi per risaltare l'entrata. La canzone che accompagna l'entrata del wrestling di solito rispecchia la sua personalità. Alcuni lottatori, specialmente negli Stati Uniti, entrano con una canzone composta per loro. Nonostante sia stato inventato molto prima, l'uso di musiche d'ingresso divenne molto famoso durante gli anni ottanta, specialmente grazie al successo di Hulk Hogan e della WWF, con la loro Rock 'n Wrestling Connection.
Con l'introduzione del titantron (il video mostrato nei maxi schermi al momento dell'entrata) nel 1997 i wrestler della WWF incominciarono ad avere anche dei propri video d'entrata, con immagini ordinate in modo da combaciare con la musica d'entrata. Talvolta l'entrata può essere accompagnata da giochi pirotecnici e/o cambi improvvisi di luci. I giochi pirotecnici sono elementi che aiutano a risaltare l'entrata e la personalità del wrestler.

### Atleti
I wrestler possono essere indifferentemente di sesso maschile o femminile e possono formare dei tag team, squadre formate da due wrestler, o delle stable, squadre formate da tre o più wrestler.
Wrestler molto famosi possono guadagnare anche diversi milioni di dollari all'anno, con spese mediche e di viaggio pagate dalla federazione, al contrario di wrestler che lavorano per piccole federazioni o lowcarders delle major, i quali sono spesso costretti ad avere un secondo lavoro per mantenersi. Vi sono inoltre altre tipi di personalità che intervengono nel corso degli spettacoli:
- il manager, associato a uno o più wrestler, aiuta i suoi assistiti nei segmenti al microfono e – nel caso di wrestler heel – nel vincere i match commettendo scorrettezze;
- la valletta, accompagna un wrestler durante i match o i segmenti al microfono;
- il general manager o il commissioner sono personalità che, secondo la kayfabe, assumono il controllo di un roster o di una federazione e prende le decisioni più importanti per il suo regolare funzionamento.

Categorie di peso
Dal punto di vista del peso esistono due tipi fondamentali di wrestler:
- i cruiserweight, detti anche junior-heavyweight, light-heavyweight o lightweight: hanno un peso inferiore a 100 kg e generalmente utilizzano manovre che richiedono molta agilità;
- gli heavyweight: hanno un peso generalmente pari o superiore ai 100 kg e solitamente utilizzano colpi che si basano sulla forza fisica.

Tuttavia tale classificazione varia di federazione in federazione, giacché ogni federazione decide le proprie classi di peso ed eventualmente ne crea altre. I match fra pesi leggeri e pesi massimi sono comunque molto frequenti.
Categorie in base all'importanza
Una classificazione guarda al livello di importanza che i wrestler raggiungono nel corso della loro permanenza in una federazione; in questi casi sono i booker a decidere tale livello, decretando per i wrestler eventuali push.
In ordine crescente di importanza si parla di:
- jobber o sparring-partner: un wrestler che di solito perde e difficilmente porta a casa la vittoria;
- low carder: è considerato alla stregua di un jobber, ma non lavora con chi deve fare esperienza;
- mid carder: ha come compito principale quello di intrattenere il pubblico in attesa di incontri più importanti;
- upper carder: solitamente combatte nell'incontro che precede il main event; raramente un upper carder combatte come jobber e a volte riceve una title shot, cioè la possibilità di concorrere per un titolo. Solitamente i detentori di titoli secondari vengono considerati degli upper carder;
- main eventer: combatte nel main event dello show e ha spesso delle title shot; tutti i detentori dei titoli principali sono considerati main eventer.

Tale classificazione è dinamica, poiché nel corso della propria carriera un lottatore può trovarsi a occupare posizioni diverse. Negli ultimi tempi, specialmente il ruolo del jobber, ha assunto una connotazione diversa: con esso non si intende più solo un wrestler ai margini della piramide della propria promozione, ma più che altro la condizione di un mid carder, di un upper carder (raramente di un main eventer) che viene appositamente scritturato per continuare la streak di un campione o far crescere un potenziale prospetto.

## Tipi di tifosi
Nel mondo del wrestling esistono diverse categorizzazioni anche per i fan; i tifosi possono essere infatti di tre tipi: mark, smart e smark:
- un tifoso mark (categoria oramai quasi del tutto estinta nel pubblico adulto e riservata per lo più ai bambini) segue il wrestling in tutto e per tutto come uno sport non predeterminato, accettando qualsiasi cosa che vede accadere sul ring e fuori come completamente reale: non sa la differenza tra infortuni reali o di scena, crede nella storyline, crede nella rivalità acerrima fra i wrestler e ai vari dialoghi "dietro le quinte". I mark parteggiano quasi sempre per i face; anche la levatura di un heel si valuta in base alla sua capacità di essere fischiato o detestato da questa base di appassionati, ma anche da un'altra parte di tifosi come gli smark, che se opportunamente sospinti dall'atteggiamento del heel di turno, allorché si sentono più portati ad andargli contro e, coscientemente favorendo lo show, si atteggiano a mark. Negli ultimi tempi, il termine indica, con connotati dispregiativi e di insulto, dei fan (comunque consci grosso modo della natura dello spettacolo) che tendono a palesare un forte tribalismo verso un performer o una compagnia, o in generale scarsa intelligenza e marcata infantilità nel vivere il wrestling in quanto spettatore;
- uno spettatore smart è assolutamente cosciente delle basi sulle quali poggia un incontro di wrestling, che vede come un semplice spettacolo deciso a tavolino dai booker e ritiene i wrestler degli atleti che hanno come fine quello di intrattenere il pubblico. Più che sostenere determinati wrestler, questa categoria di fan valuta i lottatori in base alla loro bravura nell'eseguire le manovre o nel portare avanti una rivalità. Molte volte sono scettici anche dopo che si è sparsa la notizia di un infortunio reale perché tendono a vedere tutto ciò che è proposto come un work; in genere si concentrano per lo più sulla figura esterna decisionale del booker e giudicano molto di più i wrestler nella parte recitativa, constatando il come stanno eseguendo il ruolo, la mossa, in un determinato match o periodo di tempo. A volte possono rientrare nella categoria degli smark, ma dipende dal grado di partecipazione per un determinato match o per la riuscita di una determinata manovra o per una faida. Si può definire smart qualunque persona, anche non appassionata, che sappia della predeterminazione degli incontri;
- ci sono infine gli appassionati smark; il termine deriva dal miscuglio delle due categorie smart e mark. Alcuni sono mark che sono venuti a sapere da poco della natura predeterminata del wrestling; la maggior parte degli smark sono tuttavia ben consci di ciò, ma anche dell'atletismo e dei seri infortuni che ne derivano praticando questo sport, allorché non vogliono vivere gli incontri come gli smart, ma vogliono sospendere la propria incredulità come fossero parte dello show stesso, quindi sostenendo il face e fischiando gli heel. Alcune volte alcuni di essi tifano per gli heel, andando difatti contro il normale coinvolgimento nel prodotto. Questa sottocategoria può essere sempre definita smark perché è comunque cosciente della predeterminazione e vuole partecipare allo show calorosamente, anche se in maniera non convenzionale; molti di essi si vorrebbero autodefinirsi solo come smart, ma ciò appare impossibile visto comunque il grado di partecipazione anche se magari non usuale (come tifare per gli heel) e soprattutto molte volte vista la loro parzialità in alcuni giudizi su dei match, su degli atleti o su federazioni, sempre espressi in ottica non volutamente mark.

## Infortuni e doping
Nonostante il ring sia costituito utilizzando assi di legno ricoperte di uno strato di spugna, e le mosse vengano eseguite secondo sequenze combinate al fine di attutire le cadute, i wrestler subiscono infortuni piuttosto spesso. Alcuni wrestler inoltre adottano una tecnica di lotta stiff, ossia particolarmente aggressiva: i colpi vengono inferti in modo forte e violento, per meglio dare al pubblico una sensazione di realismo scenico. Gli infortuni più frequenti riguardano le ossa del collo e della schiena, oltre a classici infortuni di natura muscolare come strappi e rotture dei tendini. Possono ricorrere anche commozioni cerebrali o altri tipi di trauma cranico.
Nel tentativo di limitare gli infortuni, le maggiori federazioni di wrestling, per le quali l'assenza di un wrestler può avere forti contraccolpi economici, hanno limitato il repertorio delle mosse a quelle più controllabili e meno pericolose. Tuttavia la maggior parte dei gravi infortuni non dipende dall'errata esecuzione di una mossa, bensì dalla mancanza d'attenzione che i wrestler pongono in presenza di infortuni di piccola entità; molti lottatori, per necessità economica, per ragioni di fama, o per semplice negligenza, lottano regolarmente pur in presenza di lesioni o infortuni lievi; ciò spesso porta all'assunzione regolare e in dosi massicce di antidolorifici e non di rado si verificano casi di dipendenza da questi farmaci.
Un altro grave problema ricorrente nel mondo del wrestling è l'assunzione di sostanze dopanti. Ciò accade innanzitutto perché le maggiori federazioni di wrestling tendono a portare al successo i wrestler più muscolosi e imponenti. Inoltre un wrestler è costretto a compiere lunghi viaggi, quindi il tempo d'allenamento risulta ridotto e alcuni lottatori, per aumentare o mantenere la loro massa muscolare, iniziano ad assumere a cadenza regolare steroidi o anabolizzanti. Dalla seconda metà del 2007 la WWE ha attivato una serie di controlli detta "Wellness Program", con l'intento di monitorare la salute dei lottatori e di combattere il ricorso alle sostanze dopanti.